# Denethor II.
Denethor II. je izmišljena oseba iz Tolkienove mitologije. V času dogajanja iz Gospodarja prstanov je bil gondorski majordom.
Imel je dva sinova: starejšega Boromirja in mlajšega Faramirja. Boromirjeva smrt ga je zelo potrla, hkrati pa je vedno pogosteje gledal v Palantir, kar je botrovalo stopnjevanju njegove norosti. Ko je bil Faramir v bitki za Osgiliath hudo ranjen, je bil prepričan, da je rana smrtna in odločil se je, da bosta skupaj zgorela na grmadi. Gandalf in Pippin sta pred to usodo rešila Faramirja, Denethor pa je v plamenih umrl. Po tem, ko je Aragorn zasedel gondorski prestol, je mesto majordoma podelil Faramirju ter njegovim potomcem.